# 幹部高級課程
幹部高級課程（かんぶこうきゅうかてい）とは、陸上自衛隊・海上自衛隊・航空自衛隊において、高級指揮官・幕僚の育成を目的とした教育課程。

## 概要
陸上自衛隊教育訓練研究本部（旧陸上自衛隊幹部学校）及び海上自衛隊幹部学校・航空自衛隊幹部学校にそれぞれ開設されている。教育内容などは細部に相違点がある（教育期間：約6か月、年2コースは共通）。近年では、米国やアジア諸国を中心に留学生を受け入れている。
課程修了後、統合幕僚学校の統合高級課程（教育期間：約5か月）に入校する。2006年3月の統合幕僚学校一般課程廃止までは、統合幕僚学校一般課程・防衛研究所一般課程と並び、高級3課程と称されていた。
- 陸上自衛隊の幹部高級課程

英称はAGS（Advanced Command and General Staff Course）。学生は、指揮幕僚課程を修了した1佐～2佐より、これまでの成績や勤務評定などを参考にして選抜され、25週の教育期間で高級指揮官・幕僚に求められる戦略的・戦術的知識および技能と、師団以上の規模の部隊運用に必要な統率力・判断力の付与を目的とした教育を受ける。
- 海上自衛隊の幹部高級課程

英称はAC（Advanced Command and Staff Course）。学生は、1佐･2佐を対象に、CS（指揮幕僚課程）等を修了した者の中から選考され、幹部自衛官としての資質向上、高級指揮官・幕僚として必要な知識及び技能を修得するための教育を実施している。
- 航空自衛隊の幹部高級課程

英称はAWC（Air War Course）。指揮幕僚課程(CSC)を修了した1佐～2佐を対象に、幹部自衛官としての資質向上、高級指揮官・幕僚として必要な知識及び技能を修得するための教育を実施している。